# Drepanosticta vietnamica
Drepanosticta vietnamica – gatunek ważki z rodziny Platystictidae.